# WWNLive
World Wrestling Network (WWN) es una organización de lucha profesional estadounidense y servicio de transmisión de video y video a pedido de medios digitales. WWN opera como un organismo rector para las promociones (o "marcas") incluyendo American Combat Wrestling, Viva La Lucha y Grindhouse.

## Historia
WWN fue fundada por Sal Hamaoui y Tony Valamontes en 2001 como un servicio de transmisión por Internet y video a pedido. En 2003, WWN comenzó a producir DVD Full Impact Pro (FIP). 
A principios de 2010, Gabe Sapolsky cofundó Evolve Wrestling junto con el director de operaciones de WWN, Sal Hamaoui. Evolve comenzó con la idea de presentar a los próximos luchadores que no estaban en DGUSA. Desde entonces, Sapolsky ha perfeccionado su estilo de reserva. En agosto de 2014 se produjo un relanzamiento de Evolve, que ha establecido una identidad única con los mejores talentos actuales.
Evolve y Dragon Gate USA están bajo la compañía matriz de WWN. En 2011, WWN lanzó su propio servicio de transmisión de PPV en vivo, WWNLive.com. Sapolsky ayudó a comercializar y producir contenido para WWNLive.com.
En 2014, WWN celebró sus primeros "supershows" con una gira de dos semanas por China. La primera WWN Supershow en los Estados Unidos también tuvo lugar en 2014. La idea detrás de la WWN Supershow es combinar partidos de título y talento de todas las marcas de WWN, así como atracciones especiales para invitados.
Dragon Gate USA celebró su último evento en 2014 y actualmente está extinto. Sapolsky es ahora el vicepresidente de Relaciones de Talento, Creatividad y Marketing de WWN con su principal concentración en Evolve y WWN Supershows. Sapolsky también ayuda a comercializar las otras marcas de WWN, incluidas Full Impact Pro y Shine, una promoción para mujeres.
En noviembre de 2014, Evolve, junto con Dragon Gate USA (DGUSA), Full Impact Pro (FIP) y Shine Wrestling , todos bajo la bandera de WWNLive, realizaron una gira por China. El mes siguiente, WWNLive anunció un acuerdo a largo plazo con Great-Wall International Sports Management para giras regulares por Asia, a partir de la primavera de 2015.
En 2015, WWNLive abrió un centro de capacitación en Trinity, Florida, llamado "World Wrestling Network Academy". 
Durante 2015, Evolve entró en una relación con la WWE. Los luchadores de Evolve aparecieron en WWE.com, mientras que los luchadores de NXT Sami Zayn, Chad Gable y Jason Jordan participaron en eventos de Evolve en roles que no son de lucha libre. En enero de 2016, el Gerente General de NXT William Regal y el director de Operaciones de la WWE Triple H asistieron a Evolve 54. Como parte de la relación, se anunció en marzo de 2016 que Evolve celebraría partidos clasificatorios para el Cruiserweight Classic de la WWE. 
El 24 de octubre de 2016, WWNLive y FloSports anunciaron un nuevo servicio de transmisión, a partir del 4 de noviembre. A través del servicio, los suscriptores pueden acceder tanto a los eventos de transmisión en vivo como a los eventos de la biblioteca a pedido de WWNLive, que data de 2003.
El 22 de noviembre de 2016, se anunció que WWNLive presentaría una nueva promoción llamada Style Battle el 7 de enero de 2017. También se anunció la creación del Campeonato WWN el 1 de abril de 2017. 
El 21 de septiembre de 2017, se informó que FloSports había presentado una demanda de $ 1 millón contra WWNLive por incumplimiento de contrato y presunta tergiversación de las tasas de compra de PPV y VOD. WWNLive, mientras tanto, afirmó que FloSports no había cumplido con sus obligaciones contractuales. Debido a la demanda, FloSports retiró todos los eventos futuros de WWNLive de su servicio de transmisión. El siguiente diciembre, WWNLive lanzó un servicio de transmisión de reemplazo, Club WWN.

## Miembros
| Promoción                 | Gente clave              | Estado                    | Años                |
| ------------------------- | ------------------------ | ------------------------- | ------------------- |
| American Combat Wrestling | 5th Avenue Entertainment | Port Richey, Florida      | 2001–presente       |
| Dragon Gate USA           | Gabe Sapolsky            | Philadelphia, Pensilvania | 2009-2015 (Dormant) |
| Evolve Wrestling          | Gabe Sapolsky            | Philadelphia, Pensilvania | 2009–2020           |
| Full Impact Pro           | Gabe Sapolsky            | Ybor City, Florida        | 2017–2020           |
| Viva La Lucha             |                          |                           | 2006–presente       |
| Grindhouse                | Eddie Kingston           |                           | 2020-presente       |

## Campeonatos
| Campeonato                         | Campeones actuales                    | Reinado | Fecha ganada             | Días  | Ubicación            | Campeones anteriores                                       |
| ---------------------------------- | ------------------------------------- | ------- | ------------------------ | ----- | -------------------- | ---------------------------------------------------------- |
| FIP World Heavyweight Championship | Anthony Henry                         | 1       | 30 de septiembre de 2018 | 2453+ | Ybor City, Florida   | Austin Theory                                              |
| FIP Tag Team Championship          | The Skulk (Adrian Alanis & Liam Gray) | 1       | 1 de noviembre de 2019   | 2056+ | Ybor City, Florida   | The Precipice (Chance Auren & Omar Amir)                   |
| FIP Florida Heritage Championship  | Jon Davis                             | 2       | 25 de mayo de 2018       | 2581+ | Ybor City, Florida   | Eddie Taurus                                               |
| Shine Championship                 | Ivelisse                              | 3       | 14 de diciembre de 2019  | 2013+ | Chicago, Illinois    | Allysin Kay                                                |
| Shine Tag Team Championship        | BTY (Jayme Jameson & Marti Belle)     | 2       | 19 de enero de 2020      | 1977+ | Fern Park, Florida   | Team Aye (Aja Perera & Big Swole)                          |
| Shine Nova Championship            | Natalia Markova                       | 1       | 14 de diciembre de 2019  | 2013+ | Chicago, Illinois    | Shotzi Blackheart                                          |
| ACW Combat Championship            | Danny Vincent                         | 1       | 2 de febrero de 2019     | 2328+ | Port Richey, Florida | Sawl Clover                                                |
| ACW Cruiserweight Championship     | Sage Scott                            | 1       | 7 de septiembre de 2019  | 2111+ | Port Richey, Florida | Bobby Flaco                                                |
| ACW Heavyweight Championship       | Damien Angel                          | 1       | 1 de diciembre de 2018   | 2391+ | Port Richey, Florida | Mitch Mitchell                                             |
| ACW Tag Team Championship          | OAO (Hunter Law & Troy Hollywood)     | 1       | 6 de julio de 2019       | 2174+ | Port Richey, Florida | The International Superstars (Blanco Loco & Joey Ozbourne) |
| ACW Women's Championship           | Port Richey                           | 2       | 6 de julio de 2019       | 2174+ | Port Richey, Florida | Natalia Markova                                            |